# Museu da Inconfidência
El Museu da Inconfidência ('Deslleialtat" o "Conjuració") és un museu històric i artístic que ocupa l'antiga Casa de l'Ajuntament i presó de Vila Rica i quatre edificis més auxiliares de la ciutat d'Ouro Preto, a l'estat de Minas Gerais. El museu conserva la memòria de la Conjuració Mineira i també ofereix un ric quadre de la societat i cultura mineres del període del cicle de l'or i dels diamants del segle xviii, i inclou obres de Manuel da Costa Ataíde i Aleijadinho. És a la plaça de Tiradentes, enfront del monument a Joaquim José da Silva Xavier, el més famós activista de la Inconfidência.

## Història

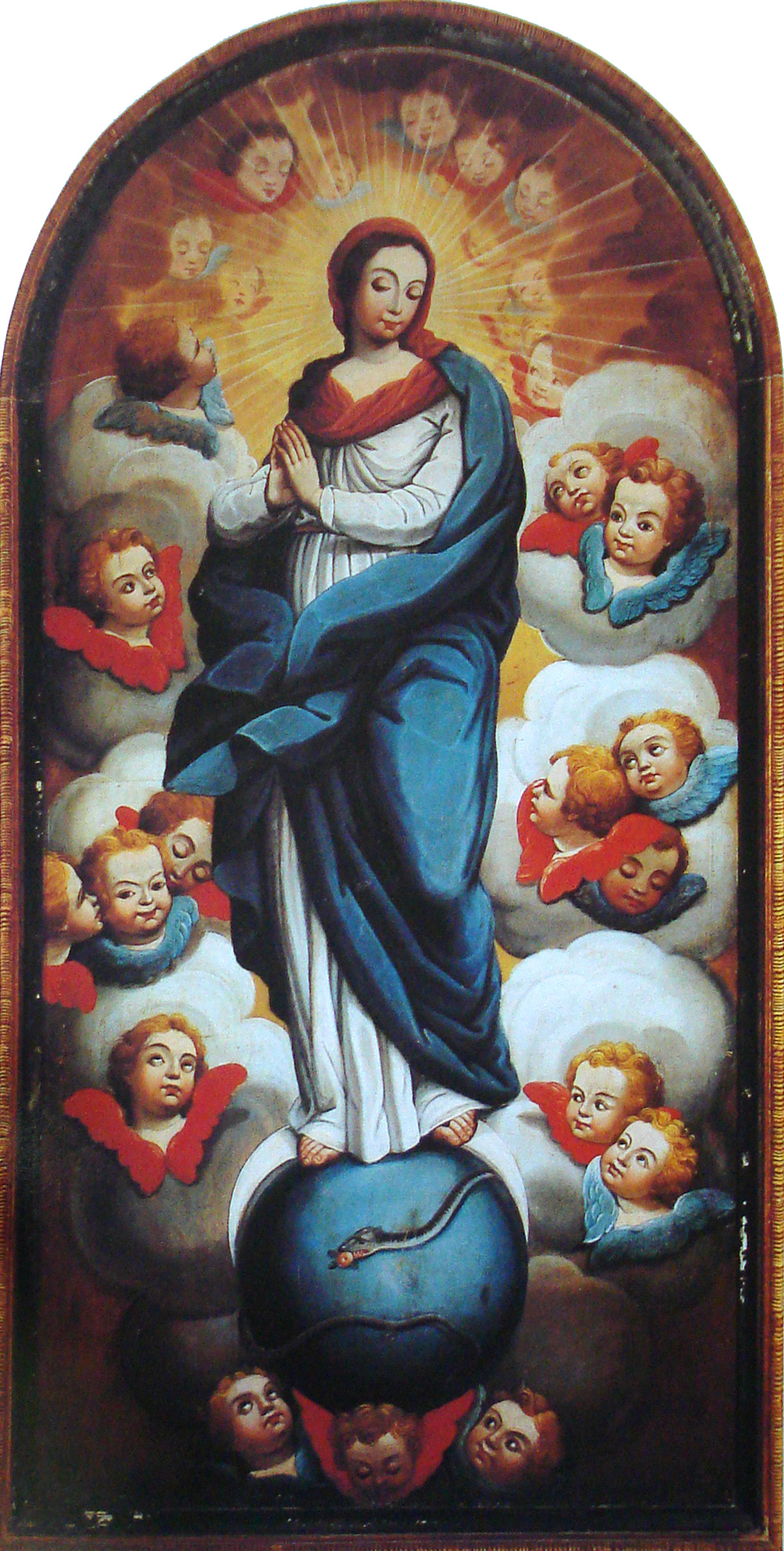
João Nepomuceno Correia e Castro (atribució): Immaculada Concepció, segle XVIII

El Museu da Inconfidência s'origina en la decisió de Getúlio Vargas, al 1936, de rescatar les despulles dels herois de la Inconfidência Mineira enterrats a Àfrica, on havien estat desterrats. Aquesta decisió s'insereix en un moviment major de recuperació de la memòria del període colonial brasiler i dels seus monuments, i en aquesta mateixa època es crea l'òrgan nacional de defensa del patrimoni històric i artístic brasiler, l'IPHAN.
Es proposà descobrir el lloc de sepultura i repatriar les restes mortals dels conjuradors Augusto de Lima Júnior, que abans de la fi del 1936 desembarcà a Rio de Janeiro amb el resultat de les seues recerques. Les urnes van ser dipositades a l'Arxiu Històric Nacional, on van romandre un bon temps esperant-ne un lloc definitiu. Aquest va sorgir en l'antiga Casa de l'Ajuntament i presó de la ciutat, quan es construí una penitenciaria a Belo Horizonte. Getúlio Vargas llavors es desplaçà a Ouro Preto per fer el lliurament oficial de les relíquies dels herois a la seua ciutat d'origen, però com l'edifici necessitava una restauració, foren deixades, solemnement, a l'església de Nossa Senhora da Conceição, dita Matriz de Antônio Dies, on van romandre quatre anys.(1)
Acabada la reforma de l'Ajuntament, el Panteó fou inaugurat amb el trasllat de les restes mortals del grup el 21 d'abril del 1942, en la commemoració del 150é aniversari de la sentència condemnatòria dels revoltats. També s'instal·là en una sala contigua el túmul de Maria Dorotéia Joaquina de Seixas Brandão, la cèlebre Marília, amiga de Tomás Antônio Gonzaga; i el cenotafi de Bàrbara Heliodora da Silveira, esposa d'Alvarenga Peixoto. El museu pròpiament dit, però, s'inaugurà l'11 d'agost de 1944, en el bicentenari de Tomás Antônio Gonzaga.(1)
Les primeres peces provenien de diverses ciutats i viles de la regió, sobretot de Mariana. Getúlio Vargas ordenà la donació al museu del 7é volum d'Autos da Devassa i de la forca de Tiradentes, i adquiriren la gran col·lecció d'art colonial de Vicente Raccioppi, i amb el temps el fons s'amplià, incloent-hi la transferència de grans col·leccions en dipòsit d'altres institucions nacionals i la gran biblioteca de Tarquínio de Oliveira, amb més de 12.000 volums, que incloïa moltes obres rares.(1)
Després del període inicial, quan la institució gaudia de gran prestigi i publicava un Anuário, la caiguda de Getúlio transformà el panorama polític nacional, i a causa de la seua associació amb l'antic règim, el museu entrà en decadència. El quadre d'operaris se'n reduí, l'edifici començà a decaure, l'Anuário va ser suspés i el segon pis se'n tancà al públic. La situació només canviaria amb l'arribada de Delso Renault, enviat per l'IPHAN, que en restaurà l'edifici i el mobiliari, reobrí el segon pis i posà preu d'entrada.(1) L'administració següent en mantingué el ritme, i hui el Museu da Inconfidência torna a destacar entre els museus nacionals. El 2013, el museu rebé 142,5 mil visitants.

## L'edifici històric

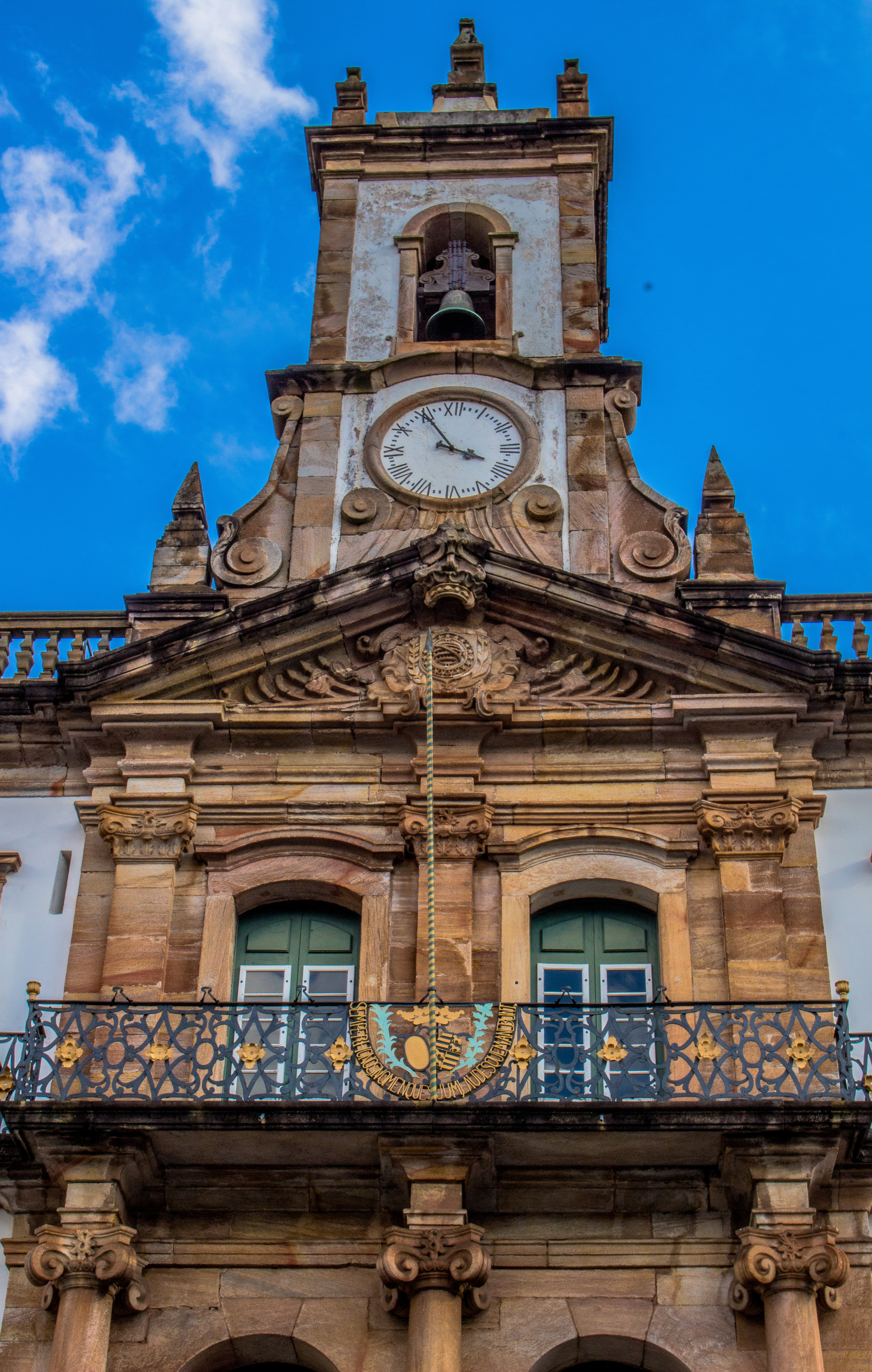
Detall de l'edifici

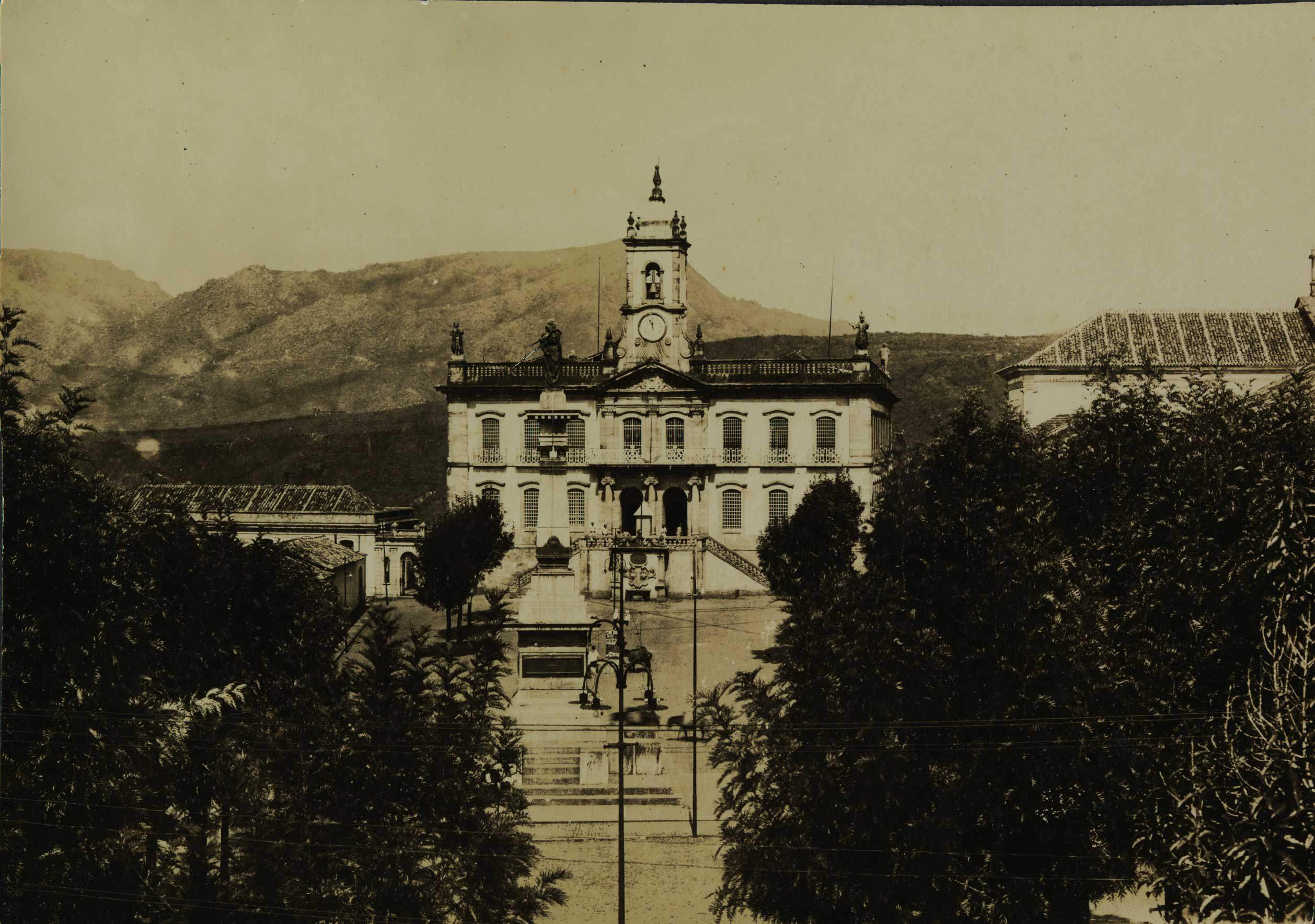
Penitenciaria d'Ouro Preto

L'Ajuntament i presó d'Ouro Preto és un dels més importants vestigis de l'arquitectura colonial del barroc tardà a Brasil, edificat pel governador Luís da Cunha Meneses amb un projecte de José Fernandes Pinto Alpoim en la dècada del 1780, en un període en què la riquesa de les mines comença a exhaurir-se i els abusos del governador creaven malestar. El projecte originari atenia les necessitats d'aquest tipus d'edifici, amb sales d'arsenal, campanar per a convocar el poble, una presó, una infermeria, un oratori, una cuina i una carnisseria, a més de sales administratives. Té traces del neoclassicisme que començava a sorgir al frontó i en la columnata de la façana.(1)
El seu aspecte extern és imposant i de gran elegància, amb una façana simètrica de dos pisos amb elements destacats de carreus, i un cos construït sobre un podi. L'escalinata del front, amb una font de pedra llaurada, duu a l'entrada principal, amb dues portes dins un pòrtic amb columnes jòniques que s'eleva fins al pis superior, on és coronat per un frontó triangular amb el blasó reial en relleu, i que continua cap a la torre, on hi ha un rellotge. Les obertures són totes semblants, amb motllures de pedra i remat en arc, tot i que al pis superior hi haja graons de ferro treballat. Per sobre del conjunt hi ha una balustrada, amb estàtues decoratives als extrems. Aquestes estàtues són la Justícia, representada amb espasa a la mà dreta i balança a l'esquerra; el Coratge, representat amb un calze a la mà dreta, la Temprança, representada per una dona amb un fre d'animal a la mà dreta, i la Força, representada per un home amb una columna.(1)

## Estructura i patrimoni
Modernament el Museu de la Inconfidência està organitzat en aquests sectors:(1)
- Casa Cambra i Cadena, amb l'exposició permanent i el Panteó dels Inconfidents ('Deslleials').
- Annex I, com a reserva tècnica, auditori, una sala per a exposicions temporals i sales de suport.
- Annex II, amb el sector de museologia, els laboratoris de conservació i restauració i el sector de documentació i recerca.
- Annex III, a Casa do Pilar, amb els arxius judicial, històric i musicològic, i un sector de recerca.
- Casa da Baronesa, on funciona el Museu Escola.

### Panteó delsInconfidentes

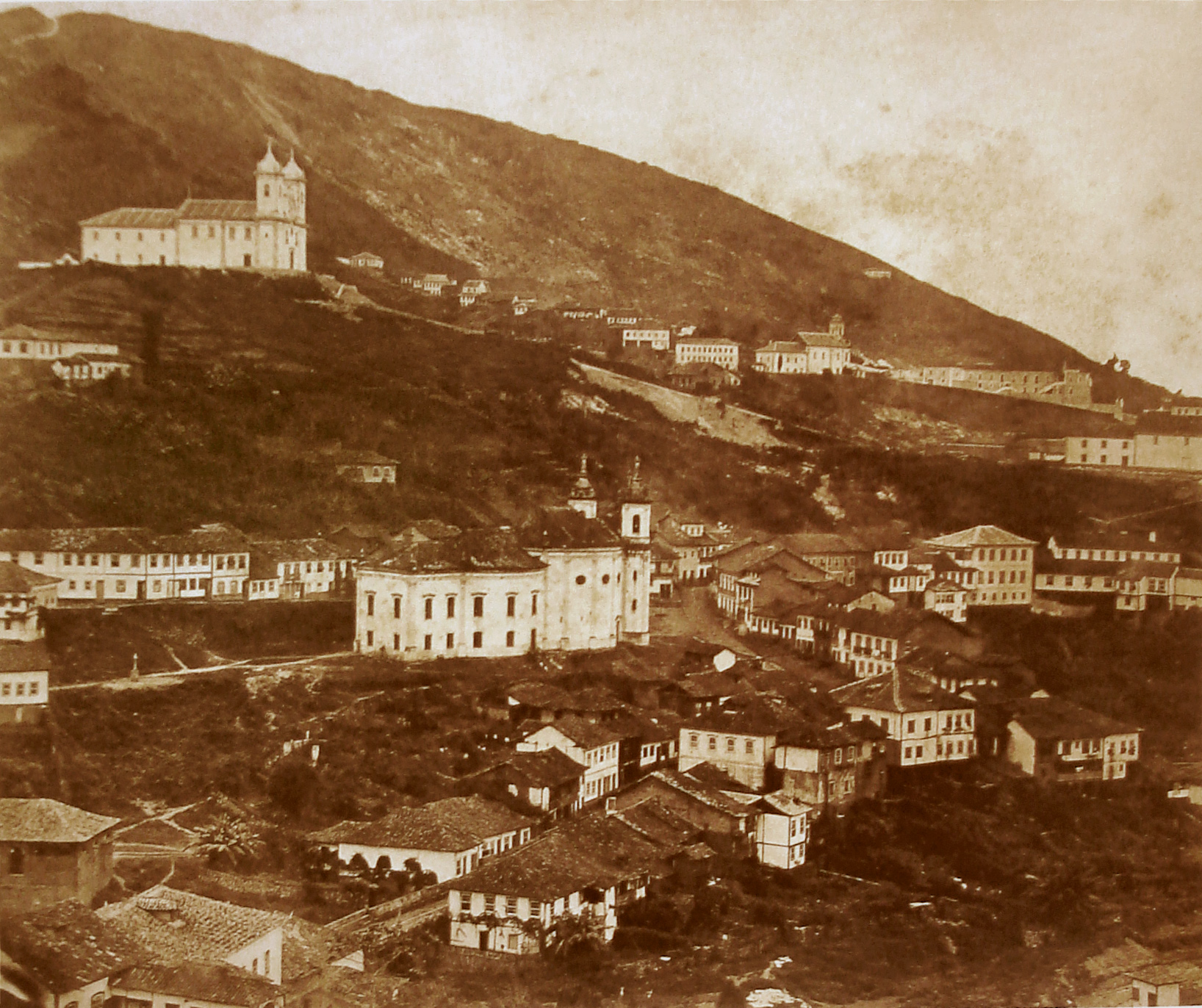
Vista d'Ouro Preto al 1875

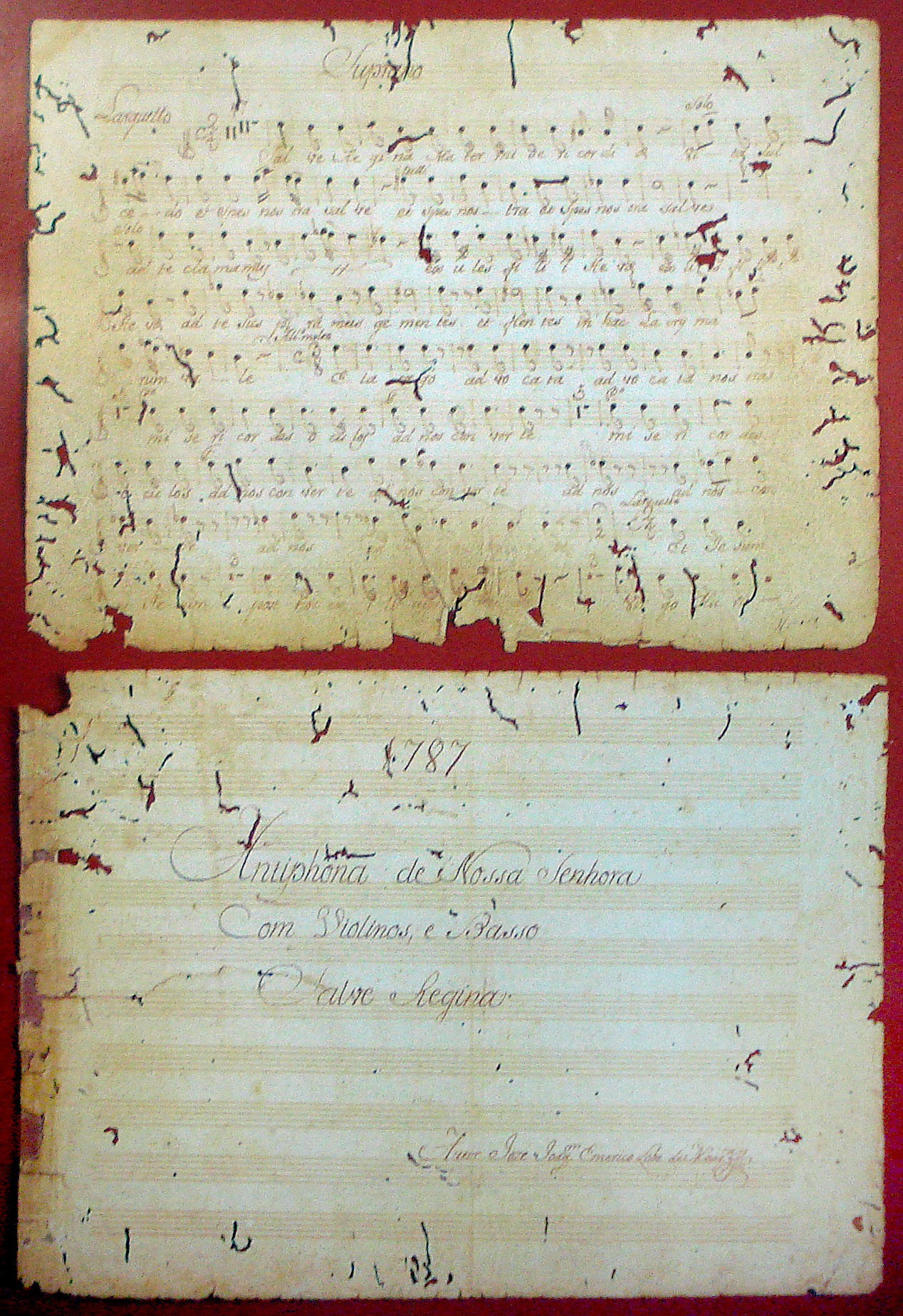
Partitura autògrafa de Salve Regina de Lobo de Mesquita

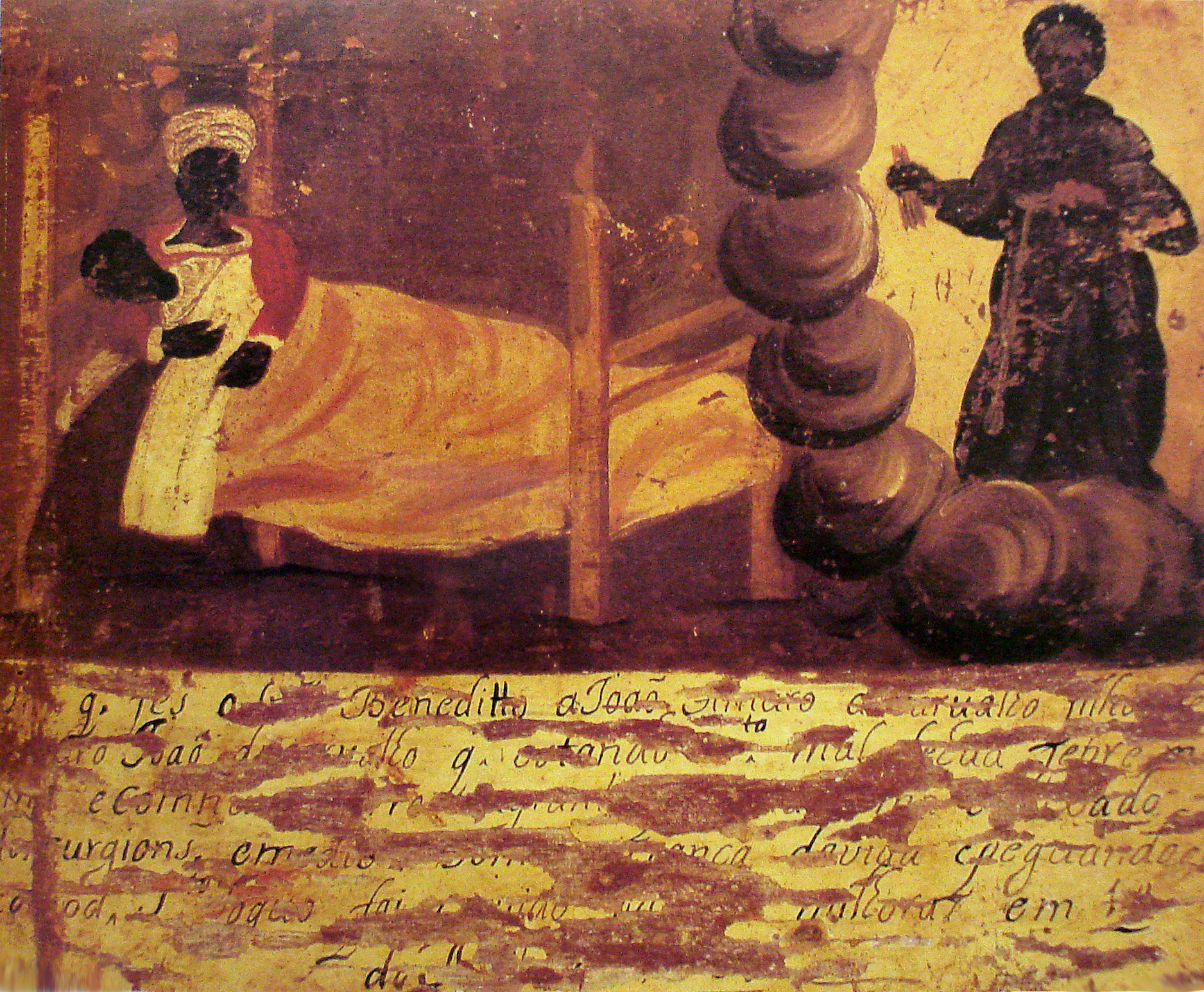
Exvot popular amb invocació a sâo Benedito

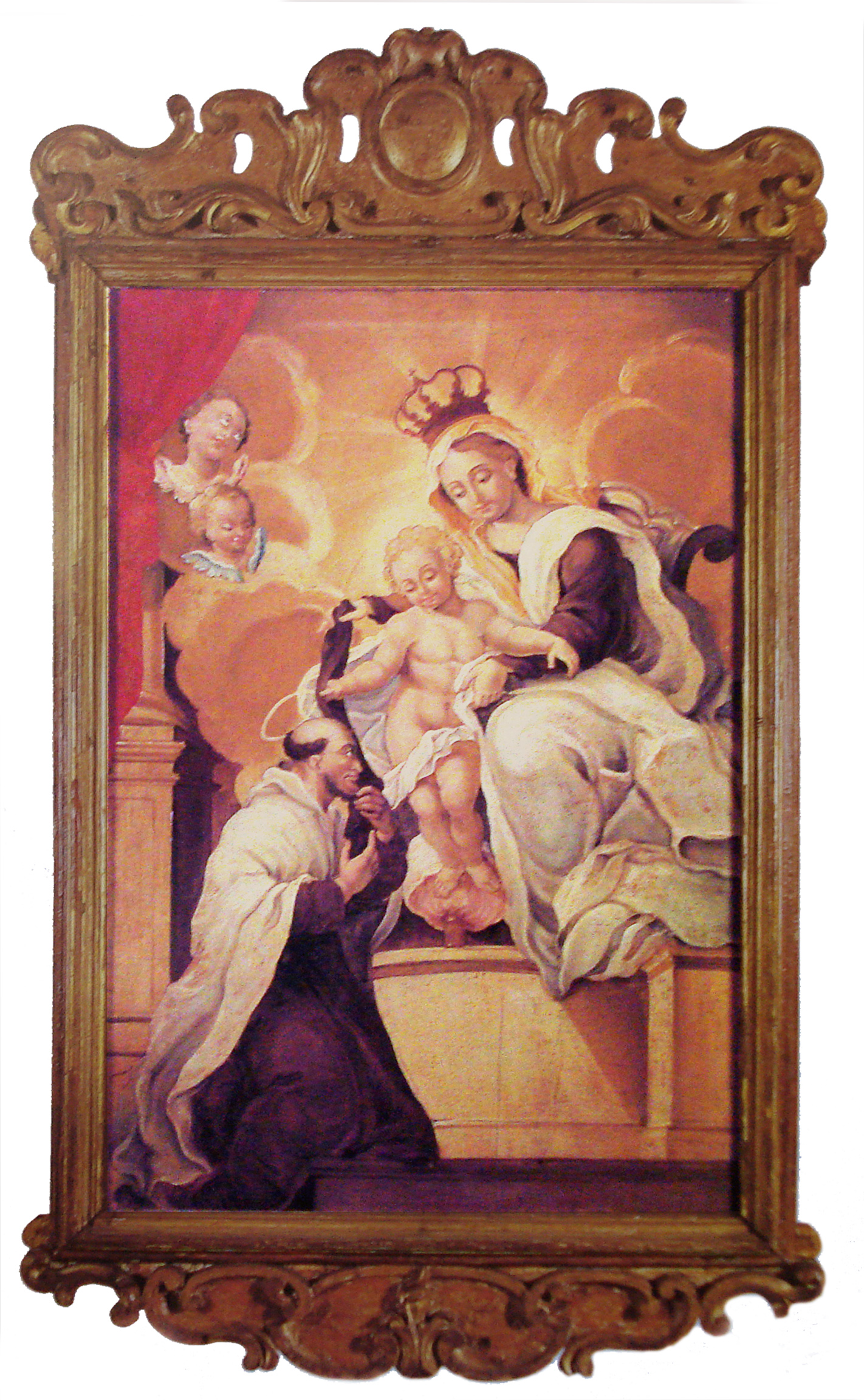
Taller de mestre Ataíde: Santa Maria i sâo Simão

Un espai especial dins l'antiga Casa da Cambra per a abrigar les restes mortals dels inconfidentes. No hi reposen tots els conspiradors, doncs d'alguns no es pogueren localitzar les tombes, i d'altres es dubta sobre la identificació. Hi ha al Panteó les restes de tretze dels vint-i-quatre sentenciats per la corona portuguesa. Una làpida buida és el record dels absents, entre els quals està Tiradentes, el cos del qual fou esquarterat i escarnit.(1)

### Arxiu judicial
Instal·lat en l'Annex III del museu, a Casa do Pilar, preserva les peces judicials del període colonial d'Ouro Preto. N'és particularment important el volum 7 dels Autos da Devassa mineira, a què se sumen els trasllats de la Devassa de Rio de Janeiro, els processos de reus eclesiàstics, i de reus comuns de la justícia local i altres documents. El 1995 el conjunt incloïa 5.180 inventaris, 1.660 testaments, 14.350 accions civils, 1.570 accions criminals i 388 còdexs diversos, formant un nítid mural de la vida judicial i dels costums socials de l'època de la colònia.(1)

### Arxiu històric
Aquesta secció conté un gran nombre de documents relacionats amb la història de la ciutat i la regió, com ara un informe de despeses autografiat per l'alferes Joaquim José da Silva Xavier, el Tiradentes; una provisió signada per Tomás Antônio Gonzaga en favor d'Alexandre Luiz de Mello; atestats supervisats per Alvarenga Peixoto i Francisco de Paula Freire de Andrade, rebuts signats pel Aleijadinho, i un diploma de José Álvares Maciel.(1)

### Arxiu musical
Inclou una gran col·lecció de partitures colonials reunides pel musicòleg Curt Lange en la dècada de 1940, també guardada a Casa do Pilar. Aquest material va tenir, després de ser penosament redescobert per l'alemany Curt Lange, una trajectòria digna d'una pel·lícula d'aventures, amb intrigues polítiques, difamació i durant un temps estigué a l'Institut Interamericà de Musicologia, a Montevideo, a on Lange l'envià per por que l'esforç de les seues recerques, que hui són considerades fonamentals per a la història de la música brasilera, es tornàs a perdre's en una època en què la música colonial de Brasil no era objecte d'atenció. Després de llargues negociacions aquesta col·lecció fou adquirida pel Museu de la Inconfidência. Hi ha partitures autógrafas i còpies de composicions de Manoel Dies de Oliveira, Lobo de Mesquita, José Meirelles, Carlos Gomes, José Maurício Nunes Garcia i Jesuíno do Monte Carmelo, entre d'altres.(1)

### Biblioteca
Amb milers de volums, amb moltes obres rares. D'aquestes destaquen les Observacions sobre les malalties dels negres, de Dazille (1808), traduït per Antônio José de Carvalho; Auri tron episcopal (1749), que narra la fundació del bisbat de Mariana; el Llibre de compromisos de la Irmandade de Sâo Miguel i Almas (1722), amb il·lustracions, i exemplars de les edicions princep del Caramuru (1781) de santa Rita Durão, de les Obres (1768) de Cláudio Manuel da Costa i de Marília de Dirceu (1792), de Tomás Antônio Gonzaga, a més de diccionaris, llibres científics i altres.(1)

### Museu escola iludomuseu
Part del projecte educatiu del museu, que inclou tallers d'arts plàstiques i teatre, centrades en episodis de la Inconfidência i altres moments importants de la història local, ofereix cursos a professors i activitats temàtiques itinerants per Minas Gerais.(1)

### Béns museològics
Amb gran quantitat de peces artístiques i històriques, sobretot en estàtues, pintures, orfebreria, mobiliari, iconografia del paisatge urbà en fotografies, dibuixos i gravats, i objectes d'ús domèstic i altres relacionats amb l'esclavitud.(1)

## Altres obres

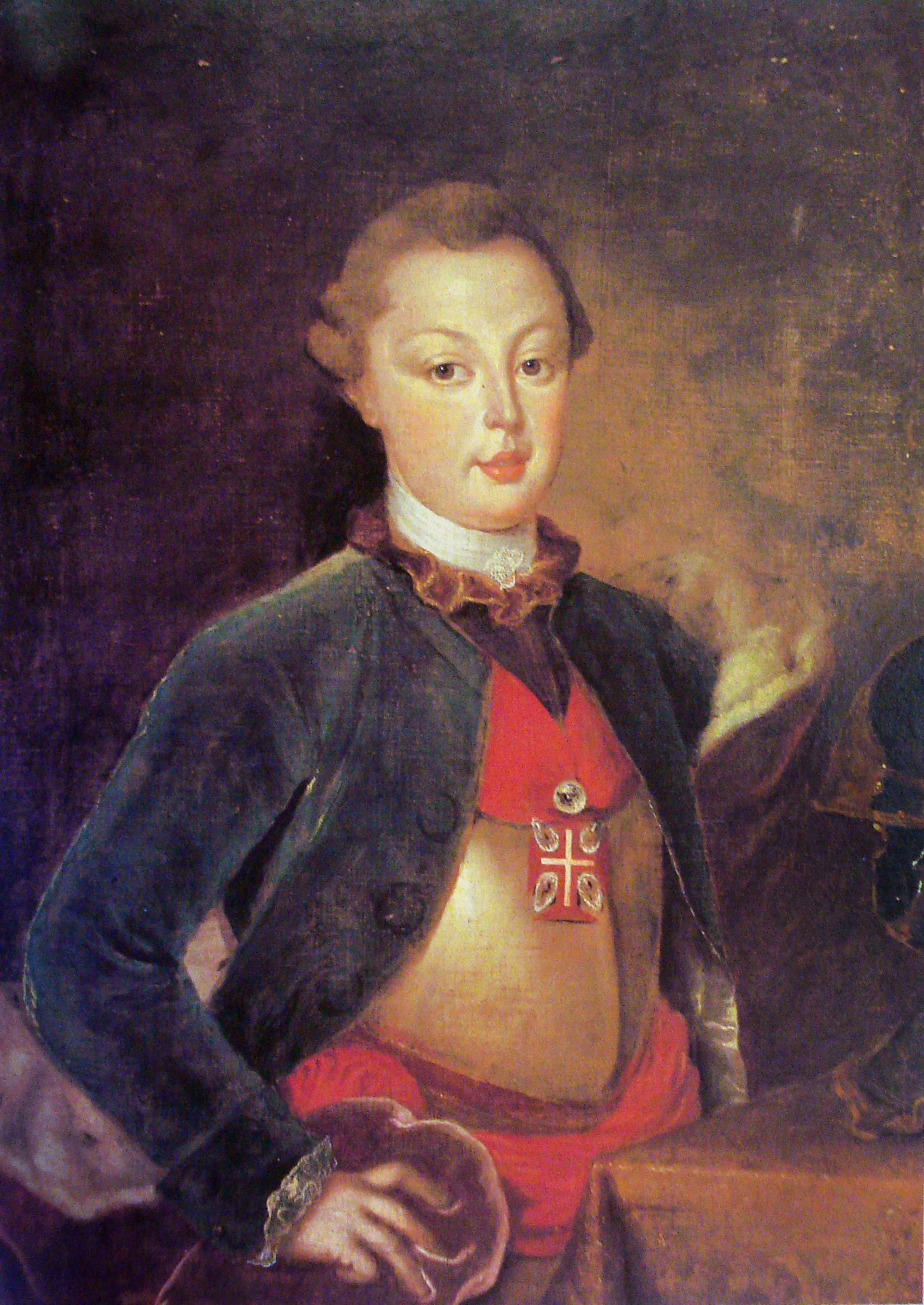
Anònim: Retrato de Do João VI infant, s. XVIII
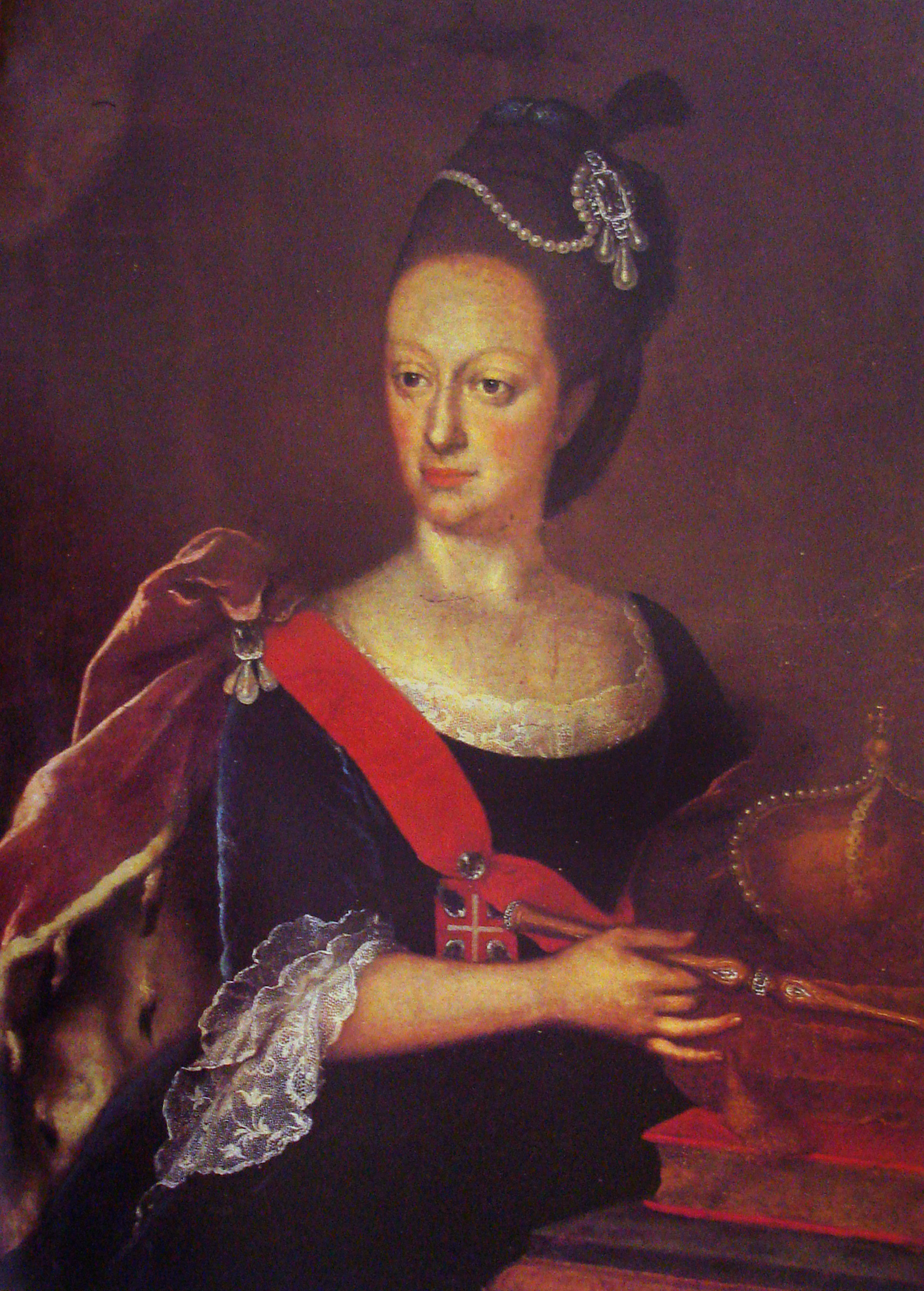
Anònim: Retrato de Propietària Maria I, s. XVIII
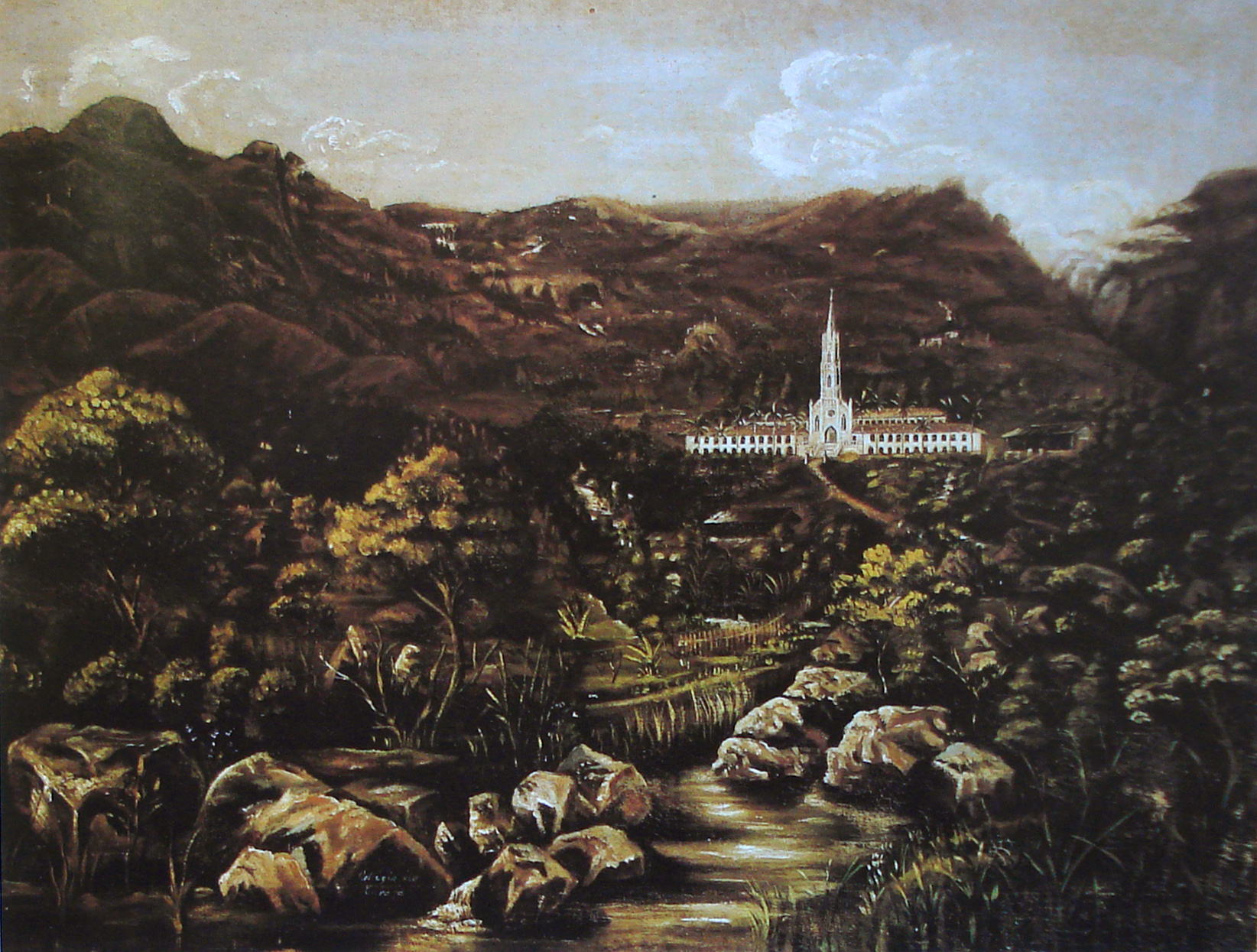
Anònim: Vista del Col·legi del Caraça, s. XIX
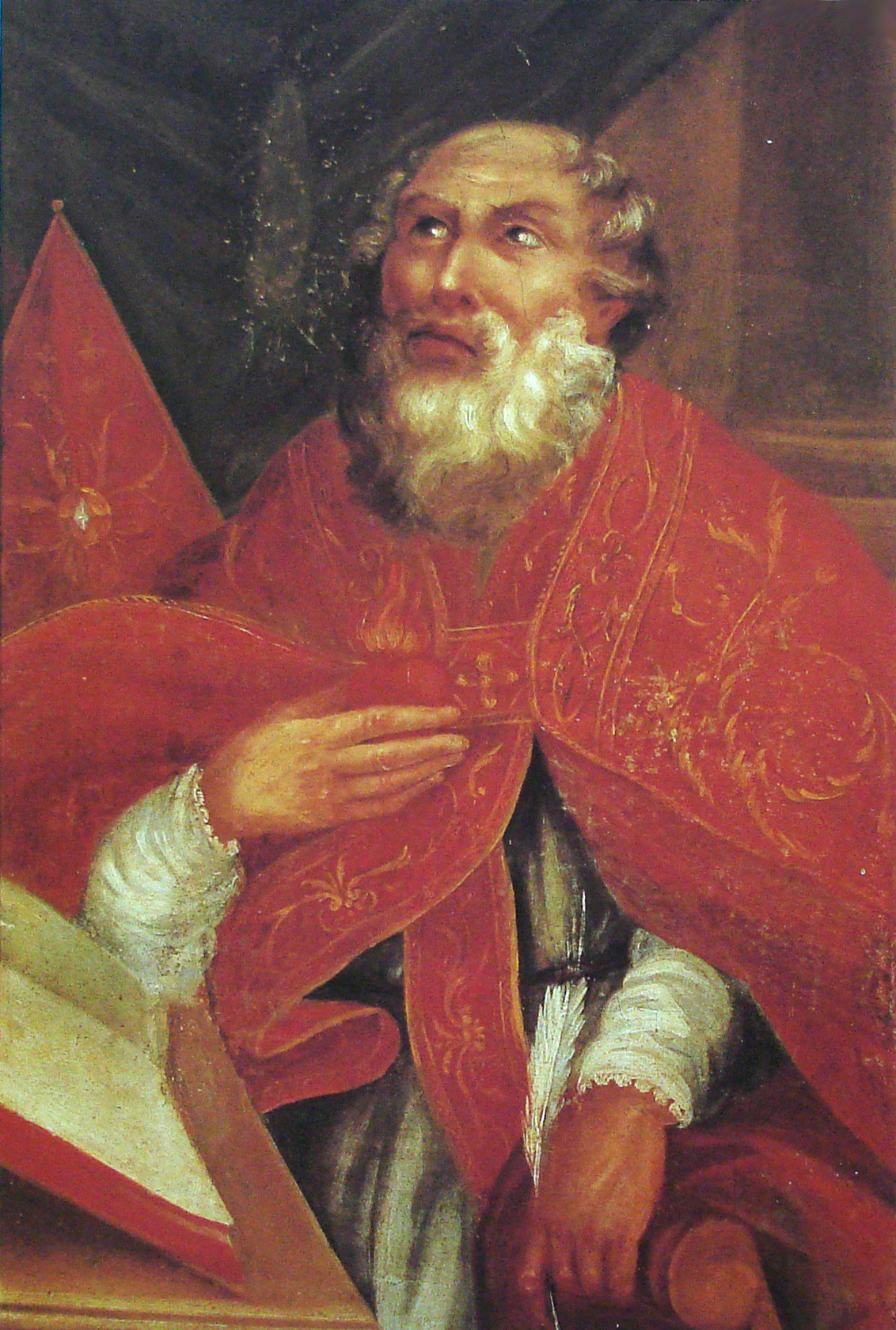
Anònim: Retrato de Sant Agostinho, s. XIX
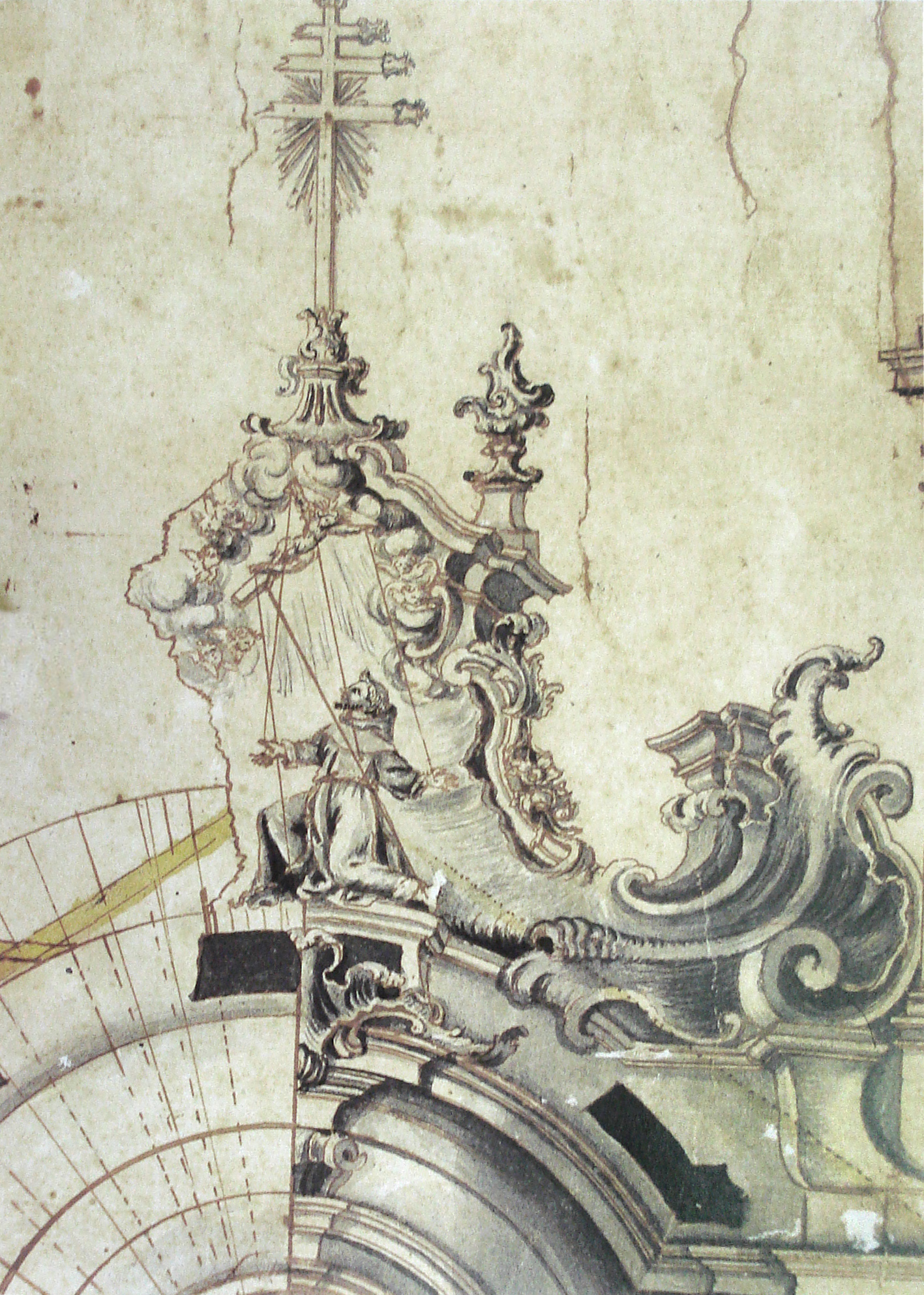
Aleijadinho (atribució): Projecte per al frontispici de l'església de Sâo Francisco a Són João del-Rei